# Selección femenina de rugby 7 de Guatemala
La selección femenina de rugby 7 de Guatemala representa al país ante la World Rugby y Sudamérica Rugby.

## Palmarés
- Seven Centroamericano Femenino (2): 2016, 2017
- Juegos Deportivos Centroamericanos (1): 2017

## Participación en copas
| - No ha clasificado - No ha clasificado - No ha clasificado - Barranquilla 2018: 6º puesto (último) - Ayacucho 2024: 5º puesto | - Managua 2017: 1º puesto - Asunción 2019: 9º puesto (último) - Lima 2019: 9º puesto - Montevideo 2019: 8º puesto - Montevideo 2021: 9º puesto - Saquarema 2022: 8º puesto (último) - Lima 2024: No participó - Lima 2025: 8º puesto - San Salvador 2013: No participó - Ciudad del Saber 2014: No participó - San Salvador 2015: 5º puesto - Ciudad de Guatemala 2016: Campeón - San José 2017: Campeón - San José 2018: 2º puesto |